# Lycia (gênero)
Lycia é um gênero de mariposas pertencente a família Geometridae.

## Espécies
- Lycia alpina (Sulzer, 1776)[2]
- Lycia degtjarevae Viidalepp, 1986[2]
- Lycia florentina (Stefanelli, 1882)[2]
- Lycia graecarius (Staudinger, 1861)[2]
- Lycia hanoviensis Heymons, 1891[2]
- Lycia hirtaria (Clerck, 1759)[2]
- Lycia incisaria (Lederer, 1870)[2]
- Lycia isabellae (Harrison, 1914)[2]
- Lycia lapponaria (Boisduval, 1840)[2]
- Lycia liquidaria (Eversmann, 1848)[2]
- Lycia necessaria (Zeller, 1849)[2]
- Lycia pomonaria (Hübner, 1792)[2]
- Lycia rachelae (Hulst, 1896)[2]
- Lycia ursaria (Walker, 1860)[3]
- Lycia ypsilon (Forbes, 1885)[2]
- Lycia zonaria (Denis & Schiffermüller, 1775)[2]

Segundo a Base de dados Fauna Europaea, este género é representado em Portugal pela espécie Lycia hirtaria.

## Híbridas
- Lycia hirtaria × pomonaria[2]
- Lycia isabellae × pomonaria[2]